# Aviaja
Aviaja från 2005 är ett duoalbum med basisten Anders Jormin och vibrafonisten Severy Pyysalo.

## Låtlista
1. Duo (Anders Jormin) – 3:59
2. Maidens Blush (Anders Jormin) – 4:15
3. Re-Grezz (Severy Pyysalo) – 3:19
4. El Mayor (Silvio Rodriguez) – 5:0
5. Var o'en (Severy Pyysalo) – 6:42
6. Olivia (Silvio Rodriguez) – 3:34
7. Aamos (Severy Pyysalo) – 6:01
8. Elder and Honey (Anders Jormin/Severy Pyysalo) – 1:20
9. May 11th (Severy Pyysalo) – 7:05
10. So Close – So Far Away (Anders Jormin) – 6:46
11. Too Much Nightlife (Severy Pyysalo) – 4:33
12. T. (Anders Jormin) – 3:54
13. Nadjezda (Vladimir Vysotskij) – 5:08
14. Everywhere (Anders Jormin/Severy Pyysalo) – 2:16
15. Aviaja (Anders Jormin) – 3:16

## Medverkande
- Anders Jormin – bas, röst, gong, mbira
- Severy Pyysalo – vibrafon, marimba, melodica